# Chondrosteidae
Chondrosteidae — вимерла родина  променеперих риб ряду осетроподібних. Родина існувала у тріасовому та юрському періоді.

## Опис
Це були середнього або великого розміру (від 0,5 до 3 метрів). Вони мали незграбне, компактне тіло, у порівнянні із сучасними осетровими. Голова була широка, рострум подовжений. Рот мав нижнє розміщення. Спинний, черевні і анальний плавці розташовані в задній половині тіла, анальний плавець знаходився по діагоналі позаду спинного плавця.

## Класифікація
Відомо два роди, що безперечно відносяться до родини: це Chondrosteus з нижньої юри Європи і Strongylosteus з нижньої крейди Центральної Азії. Крім того, до родини, можливо, відноситься п'ятиметровий Gyrosteus з юри Англії.